# Lot Lorien
Lot Lorien (Лот Лориен) je bulharská hudební skupina, hrající, podle svých slov, „ethno-progressive art-rock“.
v roce 1997, inspirováni tolkienovými knihami, ji založili Kiril Georgiev a Zlatomir Valchev. Od té doby se těší stále větší oblibě na celém světě. V jejich hudbě se vkusně mísí prvky tradiční bulharské hudby s keltskými rytmy, progresivní rock, new age, pop i jazz. Příjemnou atmosféru umocňují netradiční nástroje jako tapan, darbouka, balagma, atd.

Lot Lorien, mimo jiné, navázali spolupráci i s Theodosii Spassovem, s nímž v roce 2003 vystoupili na festivalu v makedonském Ochridu.

Od roku 2003 je skupina členem IOV (International Folk Arts Organization).

## Členové kapely
- Kiril Georgiev - elektro-akustická kytara, baglama, lod, mandolína
- Galina Koicheva - housle
- Zlatomir Valchev - bubny a perkuse, xylofon
- Petar Pavlov - basová kytara
- Bora Petkova - zpěv, perkuse

## Diskografie
- Eastern wind (2002)
- Live in Ohrid (2003)
- účast na kompilaci „Z wieskiego podworza“ (Polsko 2005)
- účast na kompilaci „Ethno-jazz“ (Rusko 2005)